# 禮儀性決議
禮儀性決議是種不具爭議性的決議，性質有似於喜獲麟兒、禧年誌慶、傑出民間成就之類的祝賀事宜，用以「表達感謝協助，或表彰傑出功績」。例如黨大會結束時感謝佳賓們撥冗出席會議的決議。
對於禮儀性決議，只會進行贊成投票，且通常採口頭表決。